# Ciołkowo (gmina)
Ciołkowo – dawna gmina wiejska istniejąca w XIX wieku w guberni płockiej. Siedzibą władz gminy było Ciołkowo (obecnie Ciółkowo).
Za Królestwa Polskiego gmina Ciołkowo należała do powiatu płockiego w guberni płockiej.
Gmina została zniesiona w 1877 roku; odtąd figuruje już nowa gmina Rogozino, utworzona z obszarów dotychczasowych gmin Ciołkowo i Boryszewo (w większości).